# Tipasa rubrivena
Tipasa rubrivena är en fjärilsart som beskrevs av George Francis Hampson 1912. Tipasa rubrivena ingår i släktet Tipasa och familjen nattflyn. Inga underarter finns listade i Catalogue of Life.